# Semambung (Kanor)
Semambung is een bestuurslaag in het regentschap Bojonegoro van de provincie Oost-Java, Indonesië. Semambung telt 1840 inwoners (volkstelling 2010).